# Isole di Lerino
Le Isole di Lerino (francese: Îles de Lérins; latino: Lero et Lerina) formano un piccolo arcipelago composto da due piccole isole e da alcuni isolotti. Esse sono poste vicino alla costa di Cannes, Costa Azzurra e le due isole principali sono l'isola di Santa Margherita e l'isola di Sant'Onorato.

## Geografia
L'arcipelago comprende:
- l'Isola di Santa Margherita (la più grande del gruppo);
- l'Isola di Sant'Onorato, sede dell'Abbazia di Lerino;
- l'Isolotto della Tradelière (disabitato);
- l'Isolotto di San Ferreolo (disabitato).

Il clima è mediterraneo. La vegetazione è in prevalenza composta da pini.

## Storia
Il monastero di Lérins, eretto nel 410, è sull'isola più piccola, quella di Saint-Honorat.
Nell'alto medioevo il cenobio fu frequentato da pellegrini d'oltre Manica, in particolare dagli iro-scoti, a partire dall'evangelizzatore San Patrizio che qui fece i suoi studi prima di tornare a convertire l'Irlanda. Nel 732 l'abate e cinquecento monaci, attaccati dai saraceni, furono uccisi. Nel 1073 il monastero fu fortificato ad opera dell'abate Aldebert. Del periodo medievale si sono mantenute solo le facciate della Cappella della Trinità e della Cappella di Saint-Sauveur.
Lungo la costa rimane anche un torrione quadrangolare, innalzato fra il XIII e il XV secolo, che contiene una enorme cisterna la cui volta sostiene al primo piano una camera di sicurezza per le reliquie del monastero. Nel XV secolo il re di Francia vi installò una guarnigione malgrado la volontà dell'abate.
L'isola di Santa Margherita ospita una fortezza, nella quale sarebbe stato imprigionato l'uomo con la Maschera di Ferro.
Nel luglio 1707 l'arcipelago fu occupato dalla flotta inglese comandata da sir Cloudesley Shovell, che bloccava Tolone in quel momento assediata da Vittorio Amedeo II ed Eugenio di Savoia, con cui co-operava. In seguito al ritiro di questi ultimi verso Nizza, anche le navi britanniche si ritirarono la notte tra il 22 e il 23 agosto, dopo che la flotta francese si fu autoaffondata.

## Galleria d'immagini

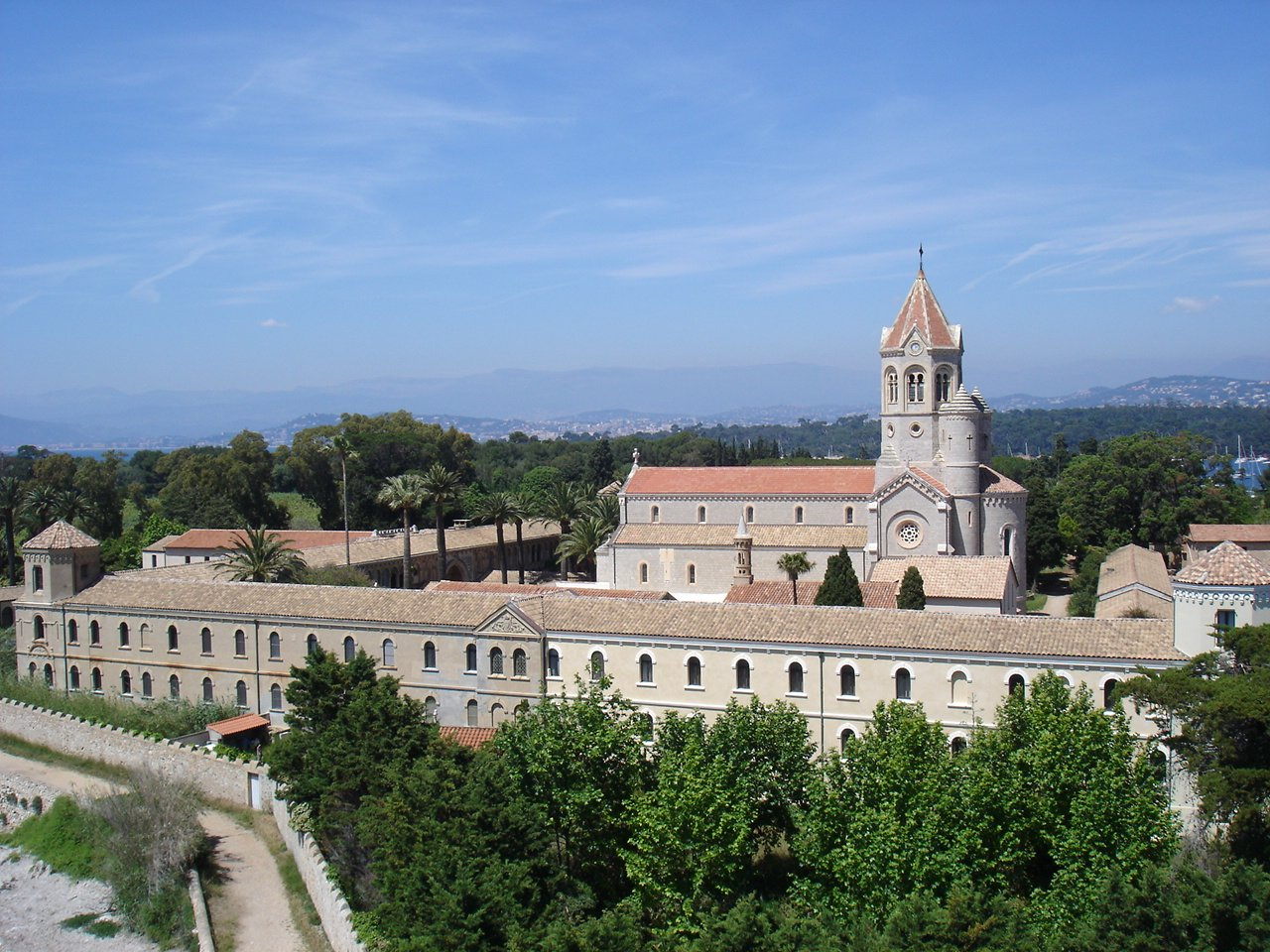
Abbazia
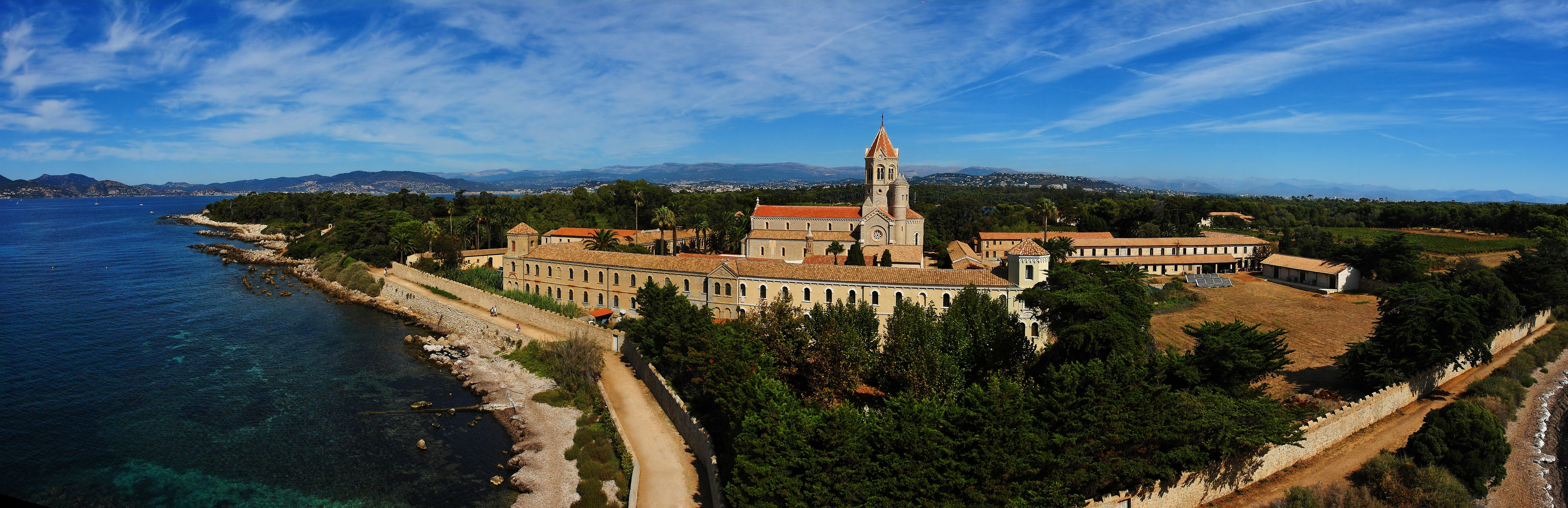
Veduta generale di chiesa e monastero
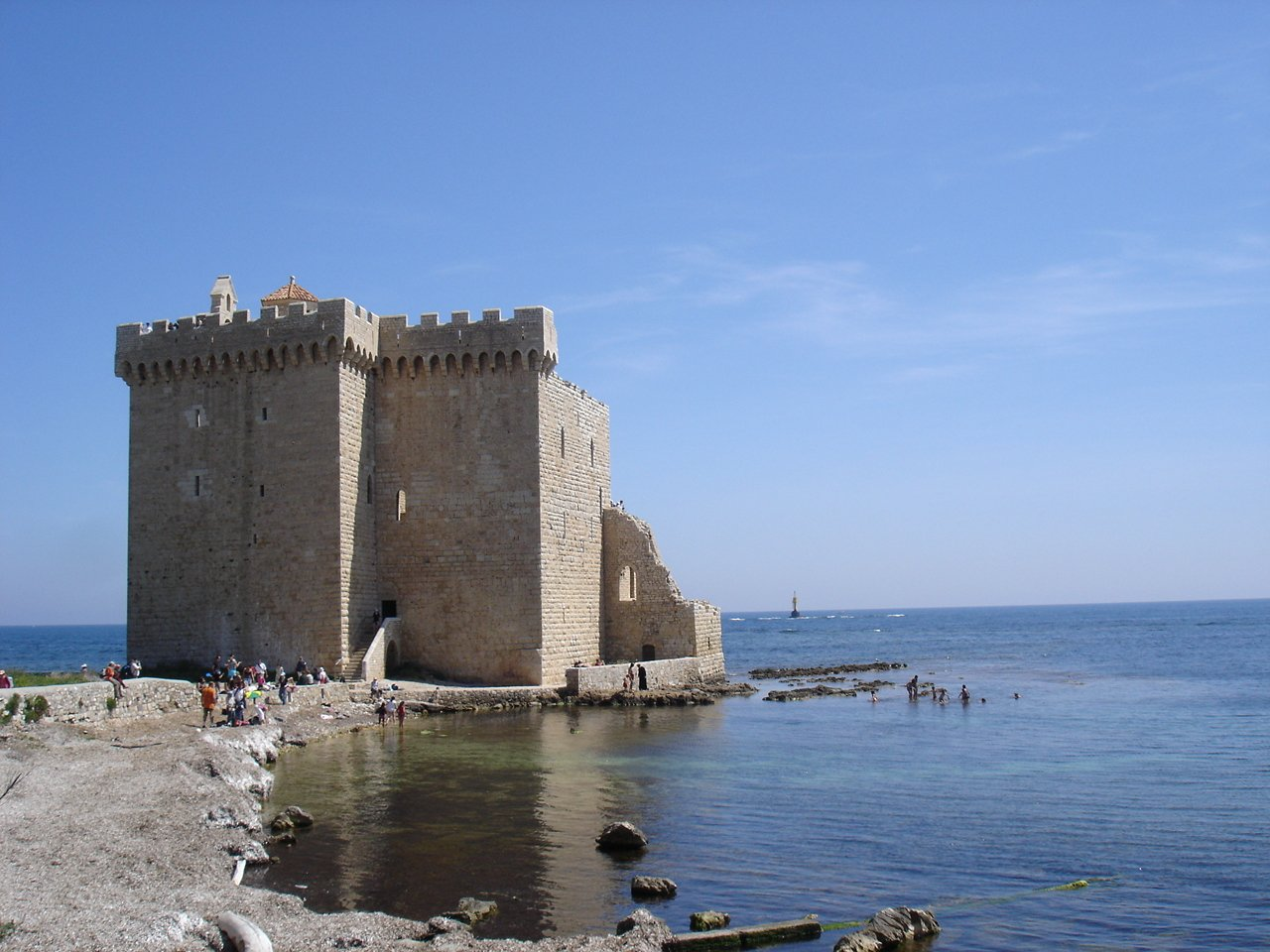
Monastero fortificato